# ゲレロネグロ
ゲレロネグロ(Guerrero Negro)は、メキシコ西部バハ・カリフォルニア・スル州の町。カリフォルニア半島の中央、西側の海沿いに位置する。

## 概要
メキシコの砂漠地帯にある町で、年間降水量が100mm以下しかない。このため天日による塩作りが盛んで、世界最大の塩田がある。ゲレロネグロ塩田の広さは東京23区とほぼ同じ500km2にもなる。人口は2005年現在で11,984人。
またゲレロネグロは、ユネスコの世界遺産（自然遺産） - エル・ビスカイノのクジラ保護区に含まれている。